# Васак
Васак I (арм. Վասակ Ա) (год. рожд. неизв. — 1040) — царь Сюника с 998 по 1040 годы.

## Биография
Васак наследовал отцу Смбату I Саакяну. Он признал вассальную зависимость от Гагика I, потому участвовал в его Парисосском походе 1003 года. Дочь Васака Катраниде была супругой Гагика I.
Подавил крестьянское движение, снова усилил Татев, который в середине X века значительно пострадал по причине разрушения и анафемы со стороны католикоса Армении Анания I Мокаци. Годы правления Васака были, в основном, мирными, что способствовало экономическому подъему и развитию строительства. Именно при нём и его преемнике Смбате II Сюникское царство достигает наивысшего расцвета. Были основаны церкви св. Ованеса в Вагагни (1000 г.), св. Карапета (1006 г.), велись строительные работы в Капане и так далее.
Не имея наследников мужского пола, в последние годы жизни Васак привлёк к правлению сыновей своего зятя князя Цхука Ашота — Смбата и Григора. Первый из них в 1040 году унаследовал трон Сюника.